# Tapelibrary

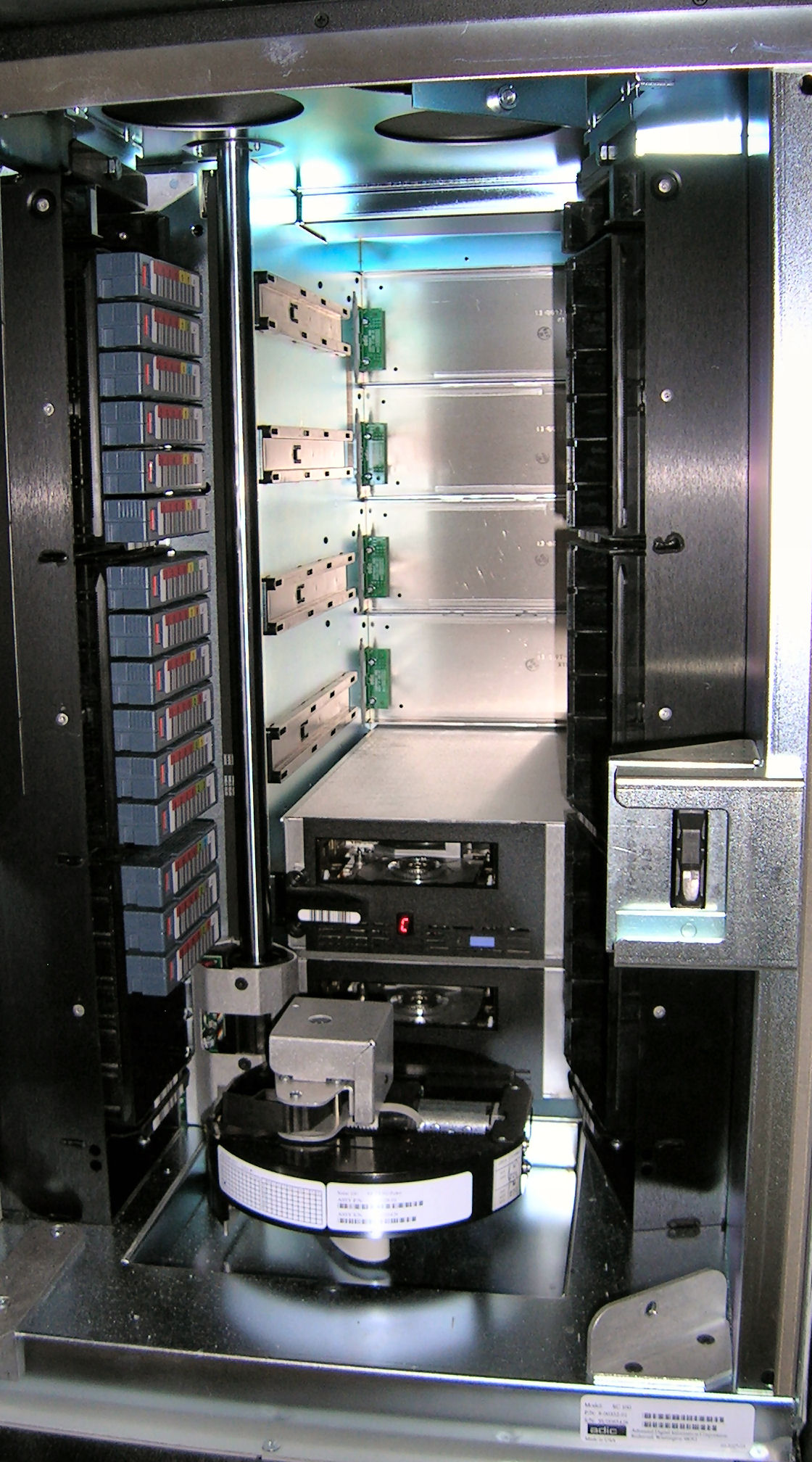
Binnenaanzicht van een tapelibrary

Een tapelibrary (letterlijk: bandenbibliotheek) is een gerobotiseerd systeem waarin een robotarm (picker) tapes van een bewaarplaats (slot) in de library naar de ingebouwde tapedrives brengt en vice versa. Een tapelibrary wordt gebruikt voor massaopslag van gegevens en back-ups.

## Geschiedenis
Een van de eerste tapelibrary's is de IBM 3850 Mass Storage System. Het systeem werd geïntroduceerd op 9 oktober 1974 en bestaat uit cilindrische plastic cartridges die elk 50 MB konden opslaan. De cartridges werden via twee gemotoriseerde armen verwisseld in circa 15 seconden.

## Ontwerp
De grotere tapelibrary's bieden ruimte aan tientallen tapedrives en duizenden tapecartridges en doen hun werk binnen grotere datacenters van cloudproviders. Tapeopslag werd vroeger gebruikt als opslagmedium van back-ups, maar wordt vanaf 2011 ingezet als onderdeel van een multimediaal data-archiefsysteem (data lake). Deze data zijn meestal ongestructureerd van karakter.
De apparaten kunnen zeer grote hoeveelheden gegevens bevatten, en varieert tussen 20 terabytes (TB) tot 2,1 exabytes (EB).
Door het scannen van een barcode op een tape wordt deze geïdentificeerd, en zo een inventaris bijgehouden welke tapes er zich in de library bevinden.